# ウヴェ・ノルテ
ウヴェ・ノルテ（Uwe Nolte、1969年5月11日 - 、メルゼブルグ生まれ）は、ドイツの詩人、音楽家、グラフィックアーティスト。

## 経歴
ウヴェ・ノルテは現代ドイツの詩人。彼は、その作品を通じてドイツにおけるロマン主義の重要性とその美学の現代的な解釈を試みている。形式上はJ.V. アイヒェンドルフやニコラス・ルノーのような伝統的ロールモデルに位置づけられ、その詩は情緒の深さと優しさ、また古風な心像とテンポの速いリズムにその特徴がある。ノルテはしばしば古代の記号や神話、また歴史的な図画や、自然現象を通した現代の環境と思想及び個人的な体験にアプローチしている。 
ノルテはメルゼブルクという街で生まれ育った。
この街はゲルマン人の異教徒時代から伝わる古代の癒しの呪文である「メルゼブルクの呪文」で知られており、これがノルテの詩と芸術の用途への理解を決定的に形づくった。
ノルテは1969年に生まれ、以前はソ連に占領されていた東ドイツ(GDR)で育った。多くの東ドイツ人はGDRのイデオロギー的に圧迫された教育制度に幻滅を感じていたが、同様にノルテも全くの独学である。彼の芸術的な発展に対して主な影響を与えたのは、フリードリヒ・ヘルダーリン 、ヤーコプ・ベーメとフリードリヒ・ニーチェである21歳でドイツの兵士を務めたが、ドイツの国境ではソ連から米国占領地域に逃げようとしたドイツ人を銃撃することを拒否した。外国に課されたソ連制度によりノルテは不愉快な経験を強いられたが、それは彼がロシアの文化や景観に魅力を感じることを妨げるものではなかった。2011年、ノルテは元パートナーならびにロシアとドイツの血を引くアーティストのクリスティーナ・ツーバーと共にサマラへ移住した。ノルテはロシアの荒野で遭遇した、古風で時には野蛮な力に深く感銘を受けている。
そこには強靭な精神が生き続けており、人々の日常生活の不可欠な部分を形成する場所である。ノルテのロシアでの経験は、彼の最近の詩集である「Falke Heime (ファルケ・ヒメ)」に反映されている。一家の言い伝えによれば、ノルテの母方の血統はプロテスタントの改革者マルチン・ルターにまで遡る。

## 楽曲
ノルテにとって音楽は彼のクリエイティブな人生の道のりに無くてはならない物なのだ。彼の詩はJena(ドイツの都市) のForsetiのような独立したノルテの生まれ故郷出身のアーチスト達により作曲される。彼自身、Barditus,Sonnentau,Orplid といった音楽グループに参加し、いくつかのプロジェクトに取り組んでいた。Orplidの音景は実験段階で、neofolkとneoclassical に関連している。それはドイツとギリシャ神話、中世のキリスト象徴主義、19世紀ロマンチシズムや、自然が持つ神聖なる観念から閃きを得る。バンド名は19世紀のSwabia(ドイツ南部に位置する地域)出身の詩人Eduardo Morike による"Gesang Weylas" という詩のオープニングのから取られた。"Du bist Orplid, mein Land" (あなたは Orplid 私の土地)。その音楽の歌詞はノルテとフリードリヒ・フォン・シラー,アネッテ・フォン・ドロステ＝ヒュルスホフ,ヨーゼフ・フォン・アイヒェンドルフ,ゴットフリート・ベン Oda Schaefer,フランク・ヴェーデキントとRolf Schilling といった詩人達の物をベースとしている。
Orplidはメルセブルグの御呪いを上音で歌う音楽により表現している。それは彼がロシアの呪い師から学んだことである。
ノルテがまだ若い頃、マノウォー というヘビーメタル バンドの熱狂的ファンで、彼の詩"Manowar"に反映されている。ソビエト支配下の時代に西部のバンドのレーコードを入手するのはとても難しい事でした。1ヶ月分の家賃の半分ほどの値段だった。ヘビーメタルが持つ人を有頂天にさせる様な力強さは、彼の心を掴んで離さない。Orplidはアンダーグランド ミュージックに大きな影響を受けていると、彼は説明している。

## ディスコグラフィー
- 1997: Orplid (CD)
- 1998: Heimkehr (CD)
- 1998: Das Schicksal (Vinyl)
- 1999: Geheiligt sei der Toten Name (MCD)
- 2000: Orplid (CD-Re-Edition)
- 2000: Barbarossa (Vinyl)
- 2002: Nächtliche Jünger (CD)
- 2002: Nächtliche Jünger (Vinyl)
- 2006: Sterbender Satyr (CD)
- 2007: Frühe Werke (CD)
- 2007: Frühe Werke (CD-Specialedition)
- 2008: Greifenherz (CD)

### NolteX releases
- 1994: Rückgrat, "Am Tage des Herrn" (MC)
- 1996: Rückgrat, "Freude und Leid" (MC)
- 2003: Sonnentau, "Das Laub fällt von den Bäumen" (Vinyl/Prophecy Prod.)
- 2004: Rückgrat "Freude und Leid" (CD)
- 2004: Barditus, "Die letzten Goten" (MCD)
- 2004: Barditus, "Schwarzer Heiland" (MCD)
- 2005: Eichendorff, "Liedersammlung" (CD u. a. mit Forseti, Sonne Hagal, Waldteufel
- 2006: Diverse, "Forseti lebt" (CD u. a. mit Death in June, Waldteufel)
- 2008: Rolf Schilling, "Gesang überm Quell" (CD)

### Compilations
- Rückgrat, "Der Freie Wille" (Riefenstahl-Sampler)
- Der Götter Gnade (Black-Magazin)
- Ewig unbewegt (Cavalcare la Tigre)
- Frühling/Wille und Tat (Das Graue Corps)
- Jenseits von hier (Miroque VI)
- Stille I (Lichttaufe)
- Söhne des Ares (To Magic II)
- Das Mädchen aus der Fremde (Kenotaph)
- Dort in moosumrankten Klüften + Abendlich rauscht schon der Wald (Eichendorff-Liedersammlung)
- Stille II (Looking for Europe)
- Die Seherin (Orkus-Magazin)
- Auf deine Lider senk ich Schlummer (Gothic Spirits)

## カバー
- Forseti, "Am Abend" (CD "Jenzig")
- Forseti, "Letzter Traum", (CD "Windzeit")
- Forseti, "Herbstabend", (CD "Windzeit")[4]
- Forseti, "Müder Wanderer", (CD "Erde")[5]
- Forseti, "Das Abendland", (CD "Erde")
- Von Thronstahl, "Noch blüht im Geist verborgen", (CD "Imperium internum")
- Stein, "Blume auf dem Felsenschorf", (CD "Am Feld")[6]
- Christian Glowatzki, "Lied zur Nacht", (CD "Die Zeit legt ab ihr altes Kleid")[7]
- Stern des Bundes, "Lichtmess", (CD "NolteX-Werkschau")
- Sonnenkind, "Flechte Blumen dir ins Haar", (CD "NolteX-Werkschau")[8]

## エキシビション
- 1996, Halle (D), Galerie am Eselsbrunnen
- 2004, Heldrungen (D), Wasserburg
- 2005, Portland (USA), Galerie "Heathen Art"[9]
- 2005, Halle (D), Galerie "Kontaktart"
- 2010, Samara (RU), Galerie "Babylon"
- 2011, Suhl (D), Kultur- und Kongreßzentrum[10]
- 2013, Merseburg (D), Kunststiftung "Ben zi Bena"
- 2015, Rübeland (D), Kreuzmühle

## 書籍
- Erik Zimmer (Hrsg.): Jugend dichtet. Poems of the youth. Ursprung-Verlag, Fürth i. Odw. 1990, ISBN 3-9800309-7-0.
- Michael K. Brust, Gerald Höfer: Tief im Schoße des Kyffhäusers. Anthology. Arte Fakt Verlagsanstalt, Dresden/ Bendeleben 2004, ISBN 3-937364-04-8.
- Andreas Diesel, Dieter Gerten: Looking for Europe – Neofolk und Hintergründe. Zeltingen-Rachtig 2005, ISBN 3-936878-02-1.
- Arnshaugk: Ein Lesebuch. Anthology. Verlag Arnshaugk, 2009, ISBN 978-3-926370-36-5.
- Das Lindenblatt. Anthology. Verlag Arnshaugk, 2011, ISBN 978-3-926370-55-6.
- Das Lindenblatt. Anthology. Verlag Arnshaugk, 2012, ISBN 978-3-926370-83-9.
- Das Lindenblatt. Anthology. Verlag Arnshaugk, 2014, ISBN 3-944064-26-7.
- Das Lindenblatt. Anthology. Verlag Arnshaugk, 2015, ISBN 3-944064-58-5.
- Das Lindenblatt. Anthology. Verlag Arnshaugk, 2016, ISSN 2194-8488.
- Uwe Nolte: Du warst Orplid, mein Land! Poems. Eisenhut Verlag, ISBN 978-3-942090-26-1.
- Uwe Nolte: Wilder Kaiser Poems. Verlag Arnshaugk, ISBN 3-944064-28-3.
- Uwe Nolte: Du warst Orplid, mein Land! Poems. 2. erw. Auflage. Verlag Arnshaugk, ISBN 3-944064-56-9.
- Uwe Nolte: Falke Heime Poems. Verlag Arnshaugk, ISBN 3-944064-62-3.